# پایگاه دریایی خرمشهر

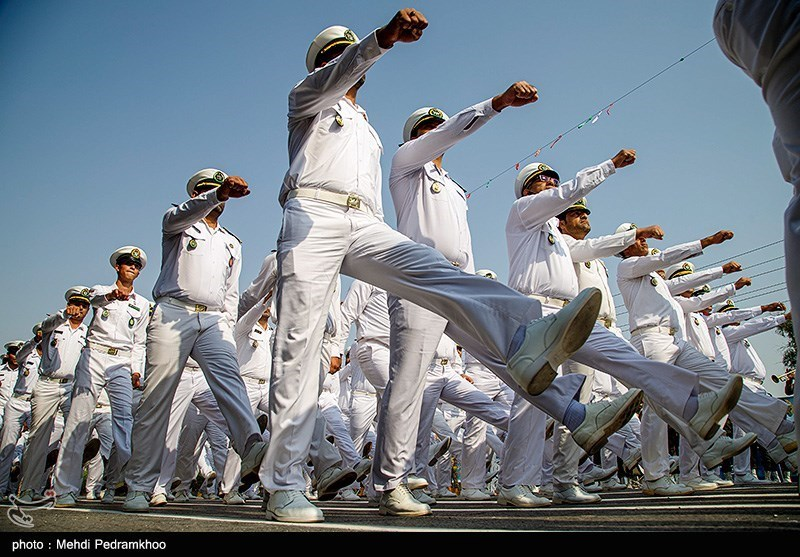
رژه نیروهای پایگاه دریایی خرمشهر به‌مناسبت سالگرد جنگ ایران و عراق در سال ۱۴۰۱، اهواز

پایگاه دریایی خرمشهر نخستین پایگاه دریایی در ارتش نوین ایران است، که تا پیش از جنگ ایران و عراق، به‌عنوان منطقه یکم نیروی دریایی شناخته می‌شد. در حال حاضر این پایگاه نظامی که تنها یگان نیروی دریایی ارتش در استان خوزستان است، زیر نظر منطقه دوم نیروی دریایی ارتش فعالیت می‌کند. هم‌اکنون ناخدا یکم کرامت رضایی فرماندهی پایگاه دریایی خرمشهر را برعهده دارد.

## تاریخچه
پایگاه دریایی خرمشهر در دو جنگ جهانی دوم و جنگ ایران و عراق نقش استراتژیک داشت، بطوری که فرمانده وقت نیروی دریایی شاهنشاهی ایران؛ غلامعلی بایندر در اشغال ایران در جنگ جهانی دوم در شهریور ۱۳۲۰ به‌همراه گروهی از همرزمانش بنام‌های نقدی، میلانیان، هریسچی و مکری‌نژاد، در دفاع از این پایگاه، جان خود را از دست دادند. در طول جنگ ایران و عراق نیز تکاوران نیروی دریایی ارتش، به‌عنوان حامیان خرمشهر، به مدت ۳۴ روز در مقابل چندین لشکر و تیپ مستقل نیروی زمینی عراق از این شهر دفاع کردند. دریادار حبیب‌الله سیاری معاون هماهنگ‌کننده ارتش، از جمله این تکاوران بود، که در نخستین سال جنگ، در دفاع از خرمشهر و این پایگاه مجروح شد.